# Drino melancholica
Drino melancholica är en tvåvingeart som beskrevs av Louis-Paul Mesnil 1949. Drino melancholica ingår i släktet Drino och familjen parasitflugor.
Artens utbredningsområde är Zimbabwe. Inga underarter finns listade i Catalogue of Life.